# Gregor Fisher
Gregor Fisher, född 22 december 1953 i Glasgow, Skottland, är en brittisk (skotsk) komiker och skådespelare.

## Filmografi i urval
- 1983 – Another Time, Another Place
- 1984 – 1984
- 1988 – Att döda en präst
- 1988 – Ombytta roller på Baker Street
- 1990 – Pengar i potten (TV-serie)
- 1995–1997 – Flintis (TV-serie)
- 2001 – The Life and Adventures of Nicholas Nickleby
- 2004 – Köpmannen i Venedig
- 2003 – Love Actually
- 2007 – Oliver Twist (TV-serie)
- 2010 – Wild Target
- 2016 – Whisky Galore!
- 2018 – The ABC Murders (miniserie)